# Всеволод (князь устивский)
Всеволод — князь устивский, упомянутый во Введенском синодике среди новосильских князей рубежа XIV/XV веков без отчества. Традиционно он считается представителем новосильской ветви, сыном Семёна Михайловича глуховского. В рамках традиционной версии, сыном Всеволода был Михаил, упомянутый на поз.60 Любецкого синодика.
Беспалов Р. А. на основании первоисточников о местоположении Устья и династической идентификации князей Мезецких отождествил Всеволод Устивского с Всеволодом Орехвой, представителем тарусской ветви, и определил их первоначальные (до получения Мещовска) уделы как Гдырев и Устье. В случае верности данного отождествления, сыновьями Всеволода были Дмитрий Всеволодович и Андрей Всеволодович Шутиха.